# Otiorhynchus granulipennis
Otiorhynchus granulipennis — вид долгоносиков-скосарей из подсемейства Entiminae.

## Описание
Жук длиной 6,3-7,8 мм. Имеет чёрную окраску, усики и ноги красновато-коричневые. Рёбрышки нечётных промежутков на надкрыльях более или менее слабые, зернистые, чётные немного ниже и в более редких зёрнышках. Верх в очень тонких, овальных, с металлическим блеском чешуйках и тонких точечных щетинках. Надкрылья с рядами плоских ямок, заполненных чешуйками.